# نظرية انتهاكات التوقع
نظرية انتهاكات التوقع (إي في تي) هي إحدى نظريات التواصل التي تحلل كيفية استجابة الأفراد على الانتهاكات غير المتوقعة للمعايير والتوقعات الاجتماعية. اقترحت جودي ك. بورغون هذه النظرية في أواخر سبعينيات القرن العشرين وعُرفت باسم «نظرية انتهاكات التوقع غير اللفظية» خلال ثمانينيات وتسعينيات القرن العشرين، بالاستناد إلى أبحاث بورغون ودراساتها في القربيات. ركزت أعمال بورغون في البداية على تحليل مدى تسامح الأفراد وتوقعاتهم بالنسبة إلى المسافة الشخصية وكيفية تأثر الاستجابة على انتهاكات المسافة الشخصية بطبيعة العلاقة مع المنتهك ومدى الإعجاب به. خضع اسم النظرية في وقت لاحق للتغيير إلى اسمها الحالي مع بدء الباحثين في التركيز على انتهاكات توقعات السلوكيات الاجتماعية التي تتجاوز التواصل غير اللفظي. 
تنظر هذه النظرية في التواصل بوصفه تبادل السلوكيات المختلفة، إذ يمكن استخدام سلوك ما لأحد الأفراد في انتهاك توقعات فرد آخر. يتلقى المشاركون في التواصل هذا التبادل إما بشكل إيجابي أو سلبي، بالاعتماد على وجود علاقة شخصية من عدمه أو مدى تفضيل هذا الانتهاك الذي تلقاه الفرد. تؤدي انتهاكات التوقعات إلى التيقظ وتجبر المتلقي على بدء سلسلة من التقييمات المعرفية للانتهاك. تتنبأ النظرية بقدرة التوقعات على التأثير في النتيجة المستخلصة حول تفاعل التواصل بوصفه إيجابيًا أو سلبيًا، وتتنبأ أيضًا بقدرة الانتهاكات الإيجابية على زيادة جاذبية المنتهك بينما تقلل الانتهاكات السلبية من هذه الجاذبية.
بالإضافة إلى القربيات واختبار كيفية تفسير الأفراد للانتهاكات في مختلف السياقات التواصلية الموجودة، تقدم نظرية انتهاكات التوقع أيضًا العديد من التنبؤات حول ردود فعل الأفراد على انتهاكات معينة للتوقعات: يميل الأفراد إلى محاكاة السلوك غير المتوقع بعد تلقيه أو التطابق معه، إلى جانب ميولهم إلى معاوضة هذا السلوك أو التعارض معه من خلال التصرف بشكل معاكس لسلوك المتواصل.

## المكونات
تختبر نظرية انتهاكات التوقع المكونات الرئيسية الملحوظة في حالات التواصل بين الأشخاص: التوقعات، وتكافؤ مكافأة المتواصل وتكافؤ الانتهاك.

### التوقع
يشير التوقع إلى ما يفترض الفرد حدوثه في حالة معينة ما. تعتمد التوقعات بشكل أولي على المعايير الاجتماعية وعدد من السمات المحددة التي تميز المتواصل بالإضافة إلى ما يظهره من التحساس الذاتي. 
تشير بورغون (1978) إلى عدم نظر الأفراد في سلوكيات الآخرين بشكل عشوائي. عوضًا عن ذلك، يمتلكون مجموعة متنوعة من التوقعات حول الكيفية التي على الآخرين اتباعها عند التفكير والسلوك. تقترح نظرية انتهاكات التوقع أن ملاحظة الآخرين والتفاعل معهم من شأنه الوصول إلى التوقعات. يتمثل نوعا التوقعات الملحوظان في التوقع التنبؤي والتوقع التوجيهي. تمثل التوقعات التنبؤية «السلوكيات التي نتوقع رؤيتها باعتبارها الأكثر نموذجية» (هاوسر، 2005)، وتتميز هذه التوقعات باختلافها وتنوعها عبر الثقافات. تعطي التوقعات التنبؤية الأفراد القدرة على معرفة ما يجب توقعه بالاستناد إلى ما يحدث نموذجيًا داخل سياق بيئة محددة وعلاقة معينة. على سبيل المثال، يشمل الروتين المسائي المفترض لزوجين معينين غسل الزوج للأطباق بشك دائم. في حال تجاهل الزوج للأطباق المتسخة في ليلة ما، يمكن النظر إلى هذا عندئذ بوصفه تعارضًا تنبؤيًا. من جهة أخرى، تعتمد التوقعات التوجيهية على «المعتقدات المتعلقة بالسلوكيات التي يجب اتباعها» بالإضافة إلى «ما هو مرغوب ومطلوب» (هاوسر، 2005). عند ذهاب شخص ما إلى قسم الشرطة بغرض الإبلاغ عن جريمة ما، سيمتلك هذا الشخص بعض التوقعات التي تشمل إجراء رجال الشرطة تقرير بإفادته إلى جانب متابعتهم التحقيق في الحادثة.
صنفت جودي بورغون إلى جانب جيرولد هال التوقعات الموجودة في نوعين اثنين بالاستناد إلى عملية التفاعل: التوقعات السابقة للتفاعل والتوقعات التفاعلية. تشير التوقعات السابقة للتفاعل إلى حزم المعرفة والمهارات التي يمتلكها الفرد بشكل مسبق قبل دخوله في المحادثة. على سبيل المثال، لا يمكن للفرد توقع المواقف العدوانية من قبل الآخر في حال خلو التجارب السابقة من الحاجة إلى التعامل مع مثل هذه المواقف. تشكل التوقعات التفاعلية بدورها القدرات التي تجهز الفرد من أجل إجراء محادثة جارية. من المتوقع أيضًا خلال المحادثة إبداء ردود الفعل الملائمة والإيماء بالرأس لإظهار سلوكيات الإنصات.
حددت نظرية انتهاكات الواقع عند اقتراحها لأول مرة ثلاثة عوامل من شأنها التأثير على توقعات الفرد: المتغيرات المُفاعلة، والمتغيرات البيئية والمتغيرات المتعلقة بطبيعة التفاعل. تمثل المتغيرات المُفاعلة سمات هؤلاء الأفراد الخائضين في المحادثة، مثل الجنس، والجاذبية، والعرق، والثقافة، والمكانة والعمر. تشمل المتغيرات البيئية كلًا من كمية المساحة المتوفرة وطبيعة المنطقة المحيطة بالتفاعل. تشمل متغيرات التفاعل بدورها المعايير الاجتماعية، وهدف التفاعل ومدى الالتزام بالشكليات في موقف التفاعل.
خضعت هذه العوامل لاحقًا للتطوير إلى سمات المتواصل، والسمات العلائقية والسياق. تشمل سمات المتواصل الصفات الشخصية مثل مظهر الفرد، وشخصيته وأسلوب التواصل. تشمل أيضًا عددًا من العوامل مثل العمر، والجنس والخلفية الإثنية. تشير السمات العلائقية إلى عوامل مثل التماثل، والألفة، والمكانة والإعجاب. يُعتبر أيضًا كل من نوع العلاقة التي يتشارك الفرد بها مع الآخر (على سبيل المثال، رومانسية، أو علاقة عمل أو علاقة أفلاطونية)، والتجارب السابقة التي يتشارك الفرد بها مع الآخر، ومدى قربهما من بعضهما البعض خصائصًا علائقية من شأنها التأثير على التوقعات. يضم السياق البيئة من جهة وسمات التفاعل من جهة أخرى. تؤدي سمات المتواصل إلى وجود اختلافات بين الذكور والإناث بالنسبة إلى تقييم مدى تأثير تعبيراتهم غير اللفظية عن النفوذ والهيمنة على السلوكيات الفورية المباشرة. يمكن ملاحظة بعض الاختلافات بين الجنسين في الإشارات الفورية مثل مسافة المحادثة، والميل، وتوجه الجسم، والتحديق واللمس، إذ تخلق هذه الإشارات درجة من البعد أو التقارب النفسي بين المتفاعلين.
قد تتغير التوقعات السلوكية أيضًا بناءً على البيئة التي يختبرها الفرد. على سبيل المثال، تنتج زيارة الكنيسة توقعات مختلفة عن تلك التي تولدها فعالية اجتماعية معينة. تخضع الانتهاكات المتوقعة بالنتيجة لتغيرات بدورها. بشكل مماثل، تختلف التوقعات باختلاف الثقافة. في أوروبا، يتوقع الفرد ترحيبًا بواسطة ثلاث قبلات بالتناوب على الخدين، لكن لا يمكن توقع هذا في الولايات المتحدة.